# Thomas Tomkins
Thomas Tomkins (* 1572 in St Davids, Pembrokeshire; † 1656 in Martin Hussingtree, Worcestershire) war ein britischer Komponist, Organist und Cembalist. Er gilt als „der Letzte der englischen Virginalisten“.

## Leben
Thomas Tomkins ist das berühmteste Mitglied einer namhaften englischen Musikerfamilie. Sein Vater Thomas war Chorsänger (vicar coral) und Organist an der Kathedrale von St Davids, und drei seiner jüngeren Halbbrüder – John, Giles und Robert – waren ebenfalls Musiker. Der kleine Thomas wurde vermutlich im Jahre 1578 Chorknabe der St. Davids Cathedral. Später erhielt er seine musikalische Ausbildung wahrscheinlich bei William Byrd, denn sein Song Too much I once lamented (1622) ist seinem „alten hochverehrten Lehrer William Byrd“ gewidmet. Tomkins studierte außerdem am Magdalen College, Oxford, wo er 1607 seinen Abschluss machte. Ab 1596 wirkte er bis ins hohe Alter als Organist und Chorleiter an der Kathedrale von Worcester. Im Jahr darauf heiratete er Alice, die neun Jahre ältere Witwe seines Vorgängers Nathaniel Patrick.
1621 wurde Tomkins Gentleman Ordinary und Organist an der Chapel Royal neben Orlando Gibbons. Nach dem plötzlichen und vorzeitigen Tode von Gibbons 1625 musste Tomkins allein für die Musik zu den Feierlichkeiten anlässlich des Begräbnisses von Jakob I und zur Krönung von Charles I im Februar 1626 sorgen. 1628 wurde Tomkins nach dem Tode von Alfonso Ferrabosco d. Jüngeren zum „Composer of [the King’s] Music in ordinary“ ernannt mit einem jährlichen Gehalt von £40. Dieses höchste Amt für einen englischen Musiker wurde ihm aber schon kurze Zeit später wieder entzogen, weil es dem Sohne Ferraboscos versprochen war. Tomkins kam seinen Pflichten bei Hofe bis 1639 nach.
1642 starb seine erste Frau Alice und der englische Bürgerkrieg brach aus. Nun begannen schwierige Jahre für den bereits betagten Komponisten. Die Worcester Cathedral wurde entweiht, und die Puritaner schlossen alle musikalischen geistlichen Einrichtungen. Während der kriegerischen Auseinandersetzungen wurde sogar Tomkins’ Haus durch eine Kanonenkugel beschädigt, und er musste die Zerstörung der kostbaren Domorgel mitansehen, die 1612 unter seiner Leitung von Thomas Dallam gebaut worden war.
Etwa um diese Zeit heiratete er seine zweite Frau Martha, die 1653 starb. Der über achtzigjährige alleinstehende Komponist wurde 1654 von seinem Sohn Nathaniel und dessen Frau Isabella Folliott aufgenommen, die etwa 4 Meilen von Worcester entfernt in Martin Hussingtree lebten. Dort starb Thomas Tomkins im Jahre 1656.

## Werk

### Vokalmusik
Thomas Tomkins hinterließ zahlreiche Madrigale sowie Kirchenmusik, außerdem Musik für Orgel, Cembalo, Virginal und Consort. Er lebte und wirkte im „Goldenen Zeitalter“ Englands, in der Kulturblüte der Elisabethanischen und Jakobinischen Epoche, und erlebt die gesamte Regierungszeit Karls I bis zu dessen Hinrichtung. Es war die Epoche William Shakespeares und anderer Dichter.
Im Bereich der Kirchenmusik komponierte Tomkins full anthems und verse anthems und hinterließ dabei mehr als die meisten anderen seiner Kollegen. Sein Sohn Nathaniel veröffentlichte posthum die Sammlung: Musica Deo Sacra et Ecclesiae Anglicanae; or Music dedicated to the Honor and Service of God, and to the Use of Cathedral and other Churches of England (William Godbid, London: 1668). Diese enthält fünf Services, fünf Psalm tunes, Preces, zwei Proper Psalms, und 94 Anthems.
Tomkins zählt auch zu den Hauptmeistern des englischen Madrigals, neben William Byrd, Thomas Morley, John Dowland, Thomas Weelkes, Orlando Gibbons. Schon 1601 erschien ein Madrigal von Tomkins in Morleys Sammlung The Triumphs of Oriana, 1622 wurden seine Songs of 3,4,5 and 6 parts veröffentlicht.

### Tasten- und Instrumentalmusik
Von Thomas Tomkins sind 76 Werke für Tasteninstrumente erhalten (Orgel, Virginal, Cembalo), davon 5 im Fitzwilliam Virginal Book. Hauptquelle für seine Tastenmusik ist ein umfangreiches eigenhändiges Manuskript, das sich heute in der Bibliothèque du Conservatoire, Paris befindet (Paris, Rés. 1122), und das auch Musik von Byrd und Bull enthält, sowie zahlreiche Anmerkungen von Tomkins eigener Hand. In diesem Manuskript sind einige Stücke datiert (zwischen 9. September 1646 und 7.–8. September 1654), dabei ist es jedoch möglich, dass es sich manchmal nur um das Datum der Eintragung handelt.
Tomkins schrieb Werke aller zeitgenössischen Genres, wie liturgische Musik, Cantusfirmus-Bearbeitungen (In Nomine, Veni Redemptor u. a.), ein ausgedehntes Offertory, Fantasien, 2 Grounds, etwa 20 Pavanen und Galliarden, einige Liedvariationen (u. a. Barafostus’ Dream, Worster Brawles, What if a Day), kleine Toys etc.
Tomkins Ruf als „letzter der Virginalisten“ verdankt er der Tatsache, dass die meisten anderen in den 1620er Jahren verstarben (Byrd, Bull, Gibbons, Philips), selbst sein Kollege Orlando Gibbons (1583–1625), der elf Jahre jünger war, und Richard Farnaby (1594–1623), 22 Jahre jünger. Tomkins überlebte sie alle um Jahrzehnte, selbst Giles Farnaby, der 1640 starb. Eine stilistische Einordnung muss dies natürlich mitberücksichtigen: Ein harscher Vorwurf des „Anachronismus“, wie z. B. von Willi Apel, erscheint fehl am Platze oder zumindest maßlos übertrieben – besonders wenn man eine allgemeine englische Vorliebe für altmodische Polyphonie auch noch in der Gambenmusik unter Charles I bedenkt.
Im Gegensatz zu solchen Vorwürfen hat besonders Tomkins weltliche Tastenmusik einen oft spielfreudigen, brillanten und leichtfüßigen Charakter, und eine gewisse natürliche Eleganz. Als Tastenkomponist pflegte er einen virtuosen, weitausholenden Stil in der Nachfolge von John Bull, und zwar besonders von dessen 30 Variationen über Walsingham, die Tomkins selber am Beginn seines großen Manuskriptes (Paris, Rés. 1122, siehe oben) kopierte. Tomkins Musik ist jedoch in kontrapunktischer Hinsicht etwas lockerer und einfacher gestrickt: Bulls Vorliebe für komplexe kleine Kanonmotive und Imitationen verschwindet bei Tomkins zwar nicht, löst sich aber immer mehr in eine barockere Vorliebe für lange Sequenzbildungen auf (z. B. The Hunting Galliard). Dazu kommt manchmal ein reizvolles Spiel mit verschiedenen Dreierrhythmen oder Metren übereinander, wie in den beiden virtuosen Grounds in G und d, was er sich vermutlich von Byrd abgeschaut hat. Das Thema des Ground in G entspricht übrigens dem Kopfmotiv von Giles Farnabys „Up Tails All“ (Fitzwilliam Virginal Book, Nr. CCXLII).
Auch Tomkins Offertory ist eigentlich ein Ground über ein 7-töniges Motiv mit einer 15-taktigen Vorimitation und 55 Variationen (!) – für moderne Ohren sicherlich etwas zu lang. Ähnliches gilt für die Cantusfirmus-Orgelwerke, deren Stil noch auf der etwas trockenen Tudor-Orgelmusik fußt, die schon von John Bull virtuos ausgebaut und angereichert wurde. Tomkins Ut Re Mi Fa Sol La existiert in verschiedenen Versionen: Die ausführlichste und interessanteste ist diejenige in Paris, Rés. 1122 mit mindestens 32 Variationen – 'mindestens' deshalb, weil Tomkins immer wieder neue Variationen erfand, die man nach Belieben einfügen darf; die einfachste Version dieses Ut Re Mi Fa Sol La besteht nur aus den kontrapunktischen Teilen und ist für Gamben. Insgesamt kann man sagen, dass Tomkins eine emotionale, gefällige Virtuosenmusik mit protobarocken Tendenzen schrieb, es ist etwas schade, dass er manchmal vor lauter Spielfreude gar nicht aufhören konnte.
Zu seinem Spätwerk gehören einige sehr schöne und tiefsinnige Gedenkmusiken: Die Pavana: Earl Strafford mit Galliard, im Gedenken an Thomas Wentworth, 1st Earl of Strafford (1647), und eine Pavana für William Laud, Erzbischof von Canterbury (beide wurden 1641 enthauptet). Einige Tage nach der Exekution von Charles I 1649 komponierte Tomkins eines seiner bewegendsten und schlichtesten Stücke (ohne verzierte Reprisen): die Sad Pavan: for these distracted times.

## Diskographie
- Thomas Tomkins: Above the Starrs – Verse Anthems and Consort Music, mit Emma Kirkby, Catherine King, Charles Daniels, Donald Craig, Richard Wistreich, Jonathan Arnold, Fretwork; erschienen bei: harmonia mundi, 2003.

- Eine Gesamtaufnahme der Werke für Tasteninstrumente von Thomas Tomkins eingespielt von Bernhard Klapprott liegt bei MDG vor.